# Dillblick

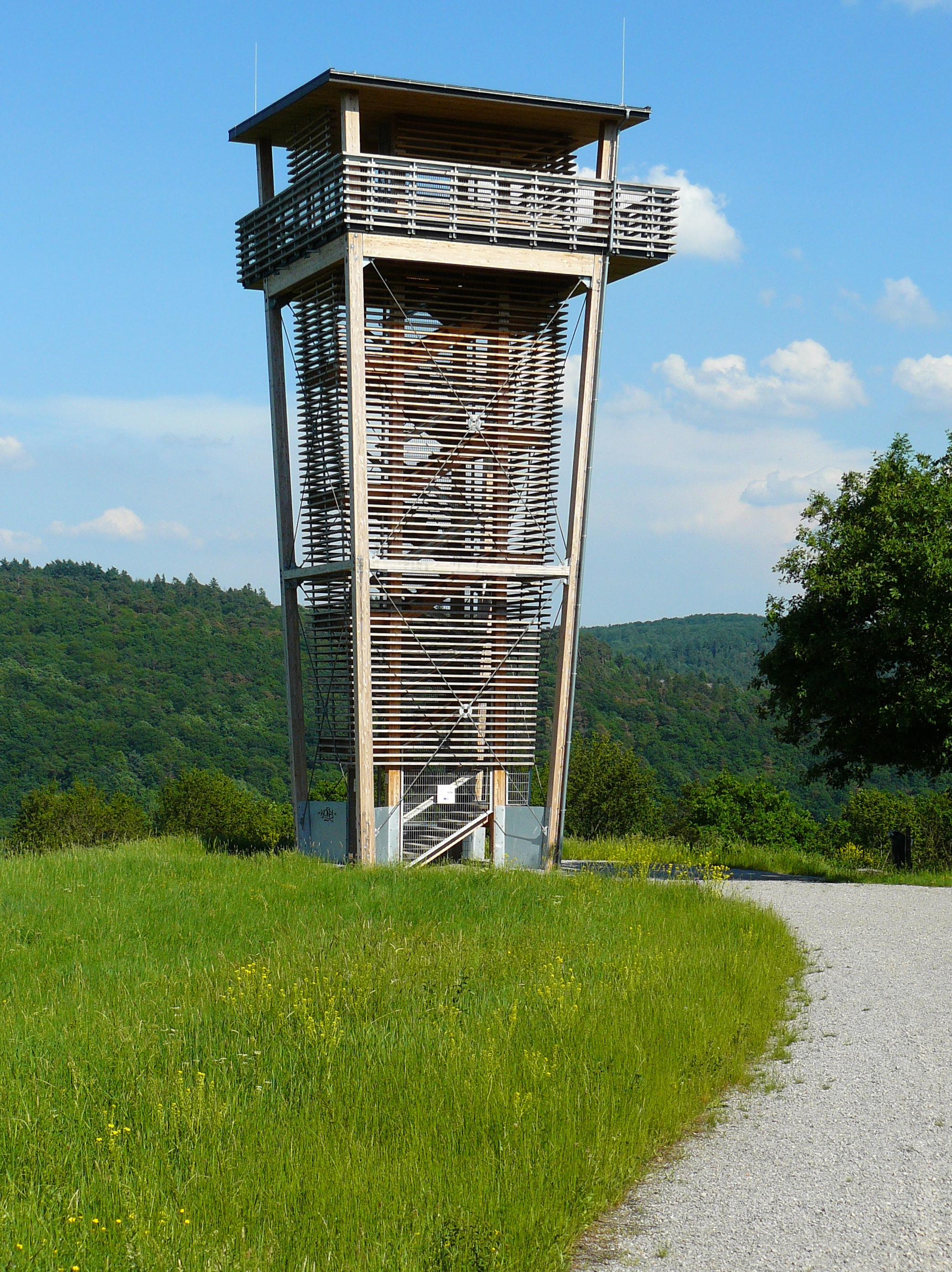
Dillblick

Der Aussichtsturm Dillblick ist ein 17 m hoher Aussichtsturm mit der Aussichtsplattform in 14 m Höhe. Er steht nördlich der Kernstadt von Herborn am Wanderweg H0 in der Nähe des Wildgeheges und unterhalb der Raststätte Dollenberg der A 45 (5 Minuten Fußweg). Die Eröffnung fand nach dreimonatiger Bauzeit am 20. Dezember 2015 statt.

## Konstruktion
Der überdachte Aussichtsturm ist als offene Fachwerkkonstruktion aus Douglasienholz errichtet. Die vier Außen- und Innenstützen sind durch Stahlelemente miteinander verbunden. Das Dach ist mit Edelstahlblech gedeckt und besitzt eine Photovoltaikanlage. Die Grundfläche von 6,0 × 6,0 m verbreitert sich nach oben zu einer Fläche von 7,5 × 7,5 m.